# Tribus d'Aràbia
Tribus d'Aràbia fa referència als clans àrabs que han viscut o viuen a la Península Aràbiga.
Gran part de l'estirp anterior a Maadd es basa en la genealogia bíblica i per tant, persisteixen els dubtes sobre l'exactitud d'aquest segment de la genealogia àrab. El consens general entre els genealogistes àrabs del segle XIV és que els àrabs són de tres tipus:
Àrabs desapareguts (en àrab: العرب البائدة): Són els més antics, però de la seva història se sap ben poc. Aquests inclouen 'Aad, Thamud, Tasm, Jadis, Imlaq i altres. Jadis i Tasm van morir a causa del genocidi. 'Aad i Zamud van morir a causa de la seva decadència, segons consta en l'Alcorà. Els arqueòlegs han descobert recentment inscripcions que contenen referències a "Iram", que era una ciutat important dels 'Aad. Imlaq és la forma singular d''Amaleeq i és probablement sinònim dels bíblics Amalequites
Àrabs purs (en àrab: العرب العاربة): Són del Iemen; es va originar a partir de la progènie de Ya‘rub bin Yashjub bin Qahtan anomenats també àrabs qahtanites.
Àrabs arabitzats (en àrab: العرب المستعربة): Es va originar a partir de la progènie d'Ismael el primer fill del patriarca Abraham i la tribu Júrhum, també anomenada Àrabs adnani. El Profeta Mahoma és un àrab 'Adnani.

## Llista de tribus

Ubicació aproximada d'algunes de les més importants tribus i Imperis de la Península Aràbiga en el moment del sorgiment de l'islam (aproximadament any 600 de la nostra era/ 50 de l'Hègira).

Heus ací una llista parcial de les tribus d'Aràbia.

### A
- Ababda
- Abd al-Kan
- Abd-al-Qays
- Al-Abnà
- Al-Awamir
- Al-Awazim
- Al-Aws
- Al-Gain
- Al-Khàzraj
- Al-Wahiba
- Amila
- Anaza
- Àssad
- Azd

### B
- Banu Bàriq
- Ba Alawi
- Badjila
- Bahila
- Bakil
- Bakmi
- Bakr ibn Wàïl
- Balarith
- Banu al-Manasir
- Banu Ghazan
- Banu Ghifar
- Banu Hadjir
- Banu Hanzala
- Banu Hilal
- Banu Hina
- Banu Kalb
- Banu Kinana
- Banu Khadir
- Banu Khalid
- Banu Kharus
- Banu l-Muntafik
- Banu Lihyan
- Banu Makhzum
- Banu Mazin
- Banu Mughayd
- Banu Murra
- Banu Sad ibn Bakr
- Banu Subay
- Banu Sulaym
- Banu Tamim
- Banu Udhra
- Banu Xammar
- Banu Xayban
- Bathari

### D
- Dawasir

### F
- Fazara

### G
- Ghamid
- Ghatafan
- Ghani ibn Asur

### H
- Hamdan
- Banu Hanifa
- Harb
- Haixid
- Haixid wa-Bakil
- Banu Hassan
- Hawazin
- Himiarites
- Hubus
- Hudhayl
- Hutaym
- Huwaytat

### I
- Ifar
- Ijl
- Iobarites
- Iyad

### J
- Janaba
- Jadhima ibn Àmir
- Judham
- Júrhum

### K
- Kedarites
- Khafadja
- Khawlan
- Khuzaa
- Kilab ibn Rabia
- Kinana ibn Khuzayma
- Kinda
- Kudaa

### L
- Banu Lakhm o làkhmides

### M
- Maadd
- Maafir
- Madhhidj
- Madianites
- Murad
- Mutayr
- Muzayna

### N
- Nabateus
- Numairites

### O
- Omeies

### Q
- Banu Qaynuqà (de religió jueva)
- Banu Quda'a
- Qahtan
- Quraix
- Bani Qurayza (de religió jueva)

### R
- Rabia
- Ramanites
- Rufayda
- Ruwala

### S
- Salih
- Salul
- Sarraí
- Banu Sa'ida
- Banu Salama
- Al-Salti
- Al-Suwaidi

### T
- Banu Taim
- Taghlibites
- Banu Tamim
- Thamud
- Al Thani
- Tanukh
- Tanúkhides
- Taym Allah ibn Thalaba
- Taym ibn Murra
- Tayyi
- Thakif

### U
- Uqayl
- Utayba
- Utub

### X
- Xahran
- Al-Xabeeb
- Bani Xehr
- Banu Xutayba
- Xararat

### Y
- Yam
- Yarbu

### Z
- Zabadeus
- Zaranik
- Zahranites
- Banu Zahra
- Banu Zuhrah
- Banu Zayd